# Carl Clarence Kiess
Carl Clarence Kiess (* 18. Oktober 1887 in Fort Wayne, Indiana; † 16. Oktober 1967) war ein US-amerikanischer Astronom. 
Kiess arbeitete am Lick-Observatorium. 1911 entdeckte er den nach ihm benannten Kometen C/1911 N1.
1963 erhielt er die Ehrendoktorwürde der Indiana University. 1929 wurde er Fellow der American Physical Society. Darüber hinaus ist der Mondkrater Kiess und der Asteroid (1788) Kiess nach ihm benannt worden.